# Kaiserliches Postamt (Oranienbaum)

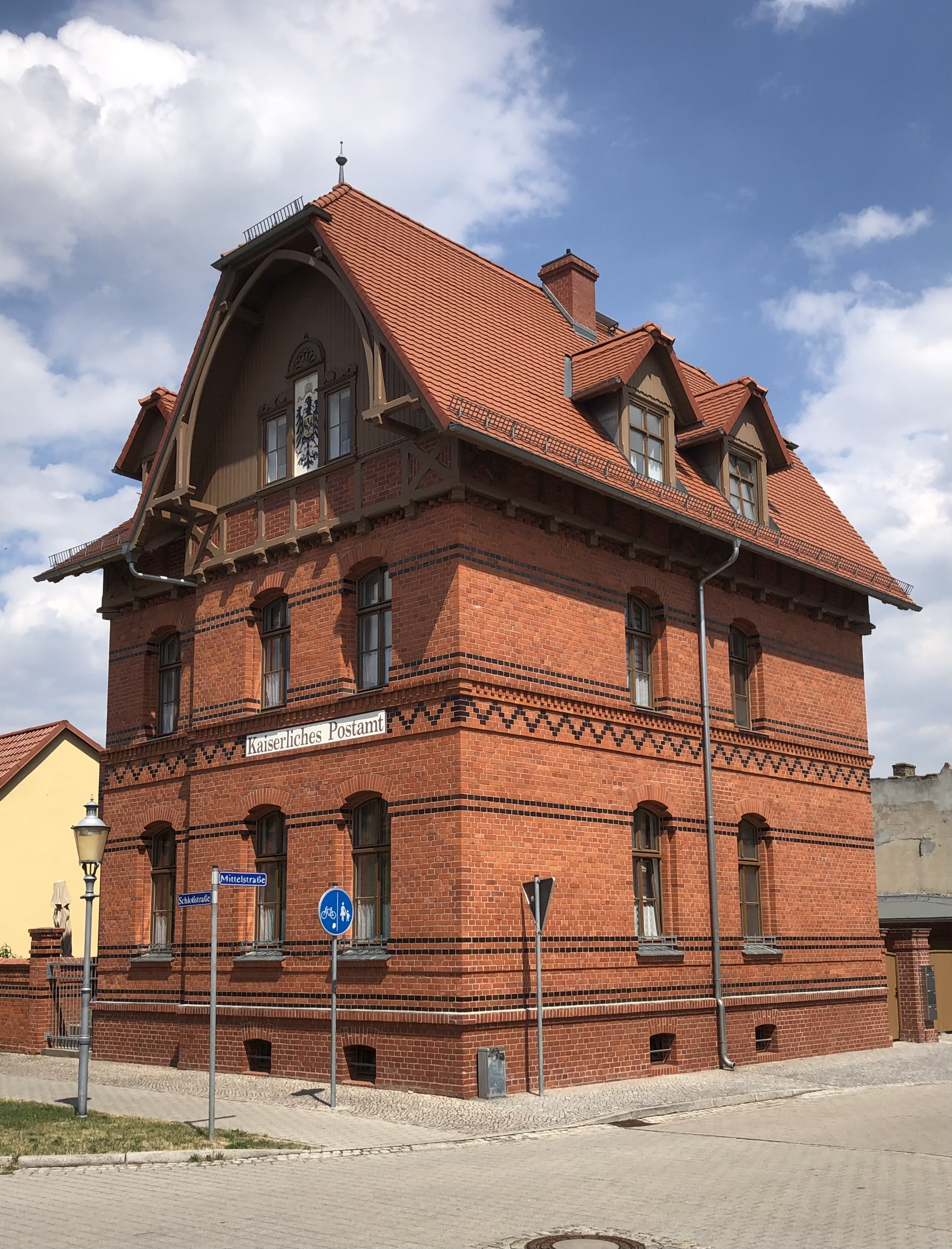
Kaiserliche Post im Jahr 2022

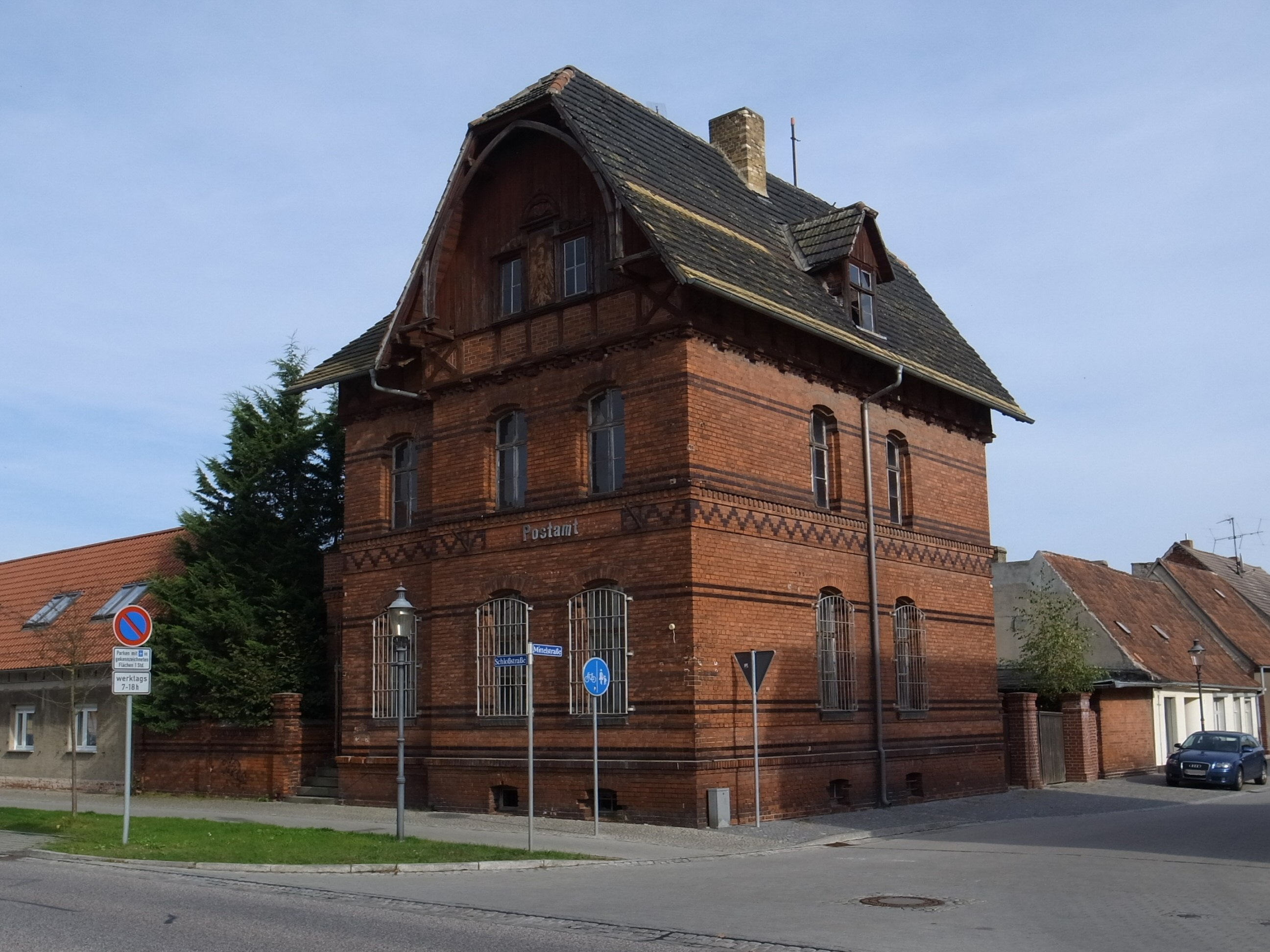
2014

Das Kaiserliche Postamt ist eine denkmalgeschützte ehemalige Post in Oranienbaum-Wörlitz in Sachsen-Anhalt.

## Lage
Das Haus steht im Zentrum des Ortsteils Oranienbaum, auf der Ostseite der Schloßstraße an der Adresse Schloßstraße 56, in einer Ecklage zur südlich des Hauses einmündenden Mittelstraße.

## Architektur und Geschichte
Bereits seit dem 1. September 1852 bestand in Oranienbaum eine Postagentur. Sie wurde durch ein Postamt III. Klasse abgelöst. Das dafür errichtete, noch heute bestehende Postgebäude wurde am 1. Juli 1875 eröffnet. Der Telegrafenanschluss erfolgte über Gräfenhainichen und wurde 1877 nach Wörlitz weiter verlegt.
Das zweigeschossige Postgebäude wurde als massiver Backsteinbau errichtet. Nach Westen zur Schloßstraße hin tritt ein flacher Risalit mit zwei Fensterachsen hervor. Er wird von einem Giebel bekrönt der mit neogotisch geprägtem Sprengwerk versehen ist. versehen ist. Die Fensteröffnungen im Giebelbereich sind gründerzeitlich-palladianisch gestaltet. Die insgesamt drei Giebel des Hauses sind mit schlichten Fachwerkelementen verziert.
Noch Ende des 20. Jahrhunderts war das Gebäude als Post in Nutzung, die dann jedoch etwa Anfang des 21. Jahrhunderts aufgegeben wurde. Nach 2014 erfolgte eine Sanierung des Hauses. Dabei wurde der vermutlich in der Zeit der DDR an der Westfassade angebrachte Schriftzug Postamt wieder in die bauzeitliche Form Kaiserliches Postamt verändert.
Im örtlichen Denkmalverzeichnis ist das Postamt unter der Erfassungsnummer 094 40357  als Baudenkmal eingetragen.